# Уилям Рандъл Кримър
 Сър Уилям Рандъл Кримър (на английски: Sir William Randal Cremer) е английски политик и пацифист, съосновател на Интерпарламентарния съюз през 1889 г. заедно с Фредерик Паси, секретар на Международната арбитражна лига. Удостоен с Нобелова награда за мир за 1903 г.

## Ранни години (1828 – 1856)
Роден е на 18 март 1828 година във Феърам, графство Хампшър, Великобритания, в семейството на Джордж Кримър, учител по рисуване, и Хариет Тют. Изоставени от баща им скоро след раждането на момчето, Уилям и сестрите му са възпитавани от майка им в голяма бедност. След като учи известно време в енорийско училище, Уилям започва да работи в местната корабостроителница, а през 1852 г. става чирак на чичо си, лондонски дърводелец. Започва да посещава и вечерно училище за работници и още тогава се приобщава към професионалното движение.

## Политическа дейност (1856 – 1903)
През 1856 г., след като чува един оратор от Лондонското дружество за мир, който призовава народите да прекратят войните и да решат споровете си с преговори, се пробужда интересът му към проблемите на мира. Думите на оратора посяват в съзнанието му семената на международния арбитраж, но през следващите двадесет години той се съсредоточава върху въпросите на труда.
Начело на работническото движение в Англия по това време все по-здраво застават профсъюзиите и през 1858 г. Кримър, надарен оратор, е избран в комитета, който води борба за намаляване на работния ден от 12 на 9 часа. Предприемачите, които през 1859 г. се опитват да потиснат движението с помощта на локаут (в резултат на което 70 хиляди души остават без работа), през 1860 се съгласяват на някои отстъпки. През юни същата година Кримър взема участие в създаването на Обединеното дружество на дърводелците и мебелистите и с това започва да играе ръководна роля в профсъюзното движение.
По време на Гражданската война в САЩ Кримър непрекъснато разяснява на работниците правотата на делото на северняците, като търси поддръжка за тях, което води до раздразнението на британските фабриканти, зависещи от доставките на памук от южните щати. Въпреки икономическите усложнения, които войната предизвиква в Англия, Кримър, както и повечето му колеги, се изказва неизменно срещу робството.
Когато през 1864 г. Джузепе Гарибалди идва в Лондон, Кримър е сред тези, които организират посрещането на легендарния вожд на италианските републиканци. През същата година съдейства за създаването на Международната асоциация на работниците и е избран за секретар на британската и секция. На Женевската конференция на асоциацията през 1866 г. той и други членове на британската делегация се изказват за умерени и постепенни реформи като противовес на незабавната революция, привърженици на която са континенталните радикали, в това число и Карл Маркс.
В началото на Френско-пруската война през 1870 г. Кримър и някои негови колеги основават Работническата асоциация за мир, за да попречат на британската намеса в конфликта. Като секретар на Асоциацията (пост, който заема до края на живота си) Кримър се стреми да даде на работническата класа глас в зараждащото се европейско движение за мир, чиито активисти произхождат от средната и висшата класа. Асоциацията се изказва срещу намесата на Англия в Руско-турската война, британската анексия на Трансваал, окупацията на Египет и Бурската война. Кримър съдейства за разпространението на идеите на арбитража, в резултат на което през 1875 г. Асоциацията е преименувана в Лига за международен арбитраж.
Със закон от 1876 г. градските работници получават право на глас и участие в парламентарната дейност. След няколко безуспешни опита през 1885 г. Кримър печели място в Камарата на общините от името на лондонския работнически район Хейгерстън. Новото положение му дава възможност да защитава идеите на арбитража в парламента.
След две години Кримър се запознава с американския промишленик Андрю Карнеги, който се намира в Англия на почивка. Карнеги, известен филантроп и привърженик на всеобщия мир, оказва на Лигата за международен арбитраж финансова подкрепа. Освен това той съветва Кримър да предложи проект за англо-американски договор за решаване на всички възможни спорове по пътя на арбитража. Кримър приема съвета на Карнеги и инициира подписка в Камарата на общините, като събира 234 подписа. Карнеги урежда в САЩ среща на Кримър с президента Гроувър Кливланд, на която Кливланд одобрява горещо идеята за договор. Макар че дипломатическите процедури се проточват, усилията на Кримър създават основата за американския договор за арбитраж, подписан през 1914 г.
След посещението си в Америка, Кримър заминава за Франция. Пристига в Париж през август 1888 г. Тук заедно с Фредерик Паси организира среща на 34 френски и британски законодатели, на която се обсъжда договора за арбитраж между Англия, Франция и САЩ. Делегатите насрочват втора конференция за следващата година. През юни 1889 г. 100 парламентаристи от десет страни в Европа и САЩ провеждат двудневна конференция. Приетата на нея резолюция съобщава, че „занапред междупарламентарните срещи ще се провеждат ежегодно“. Кримър е избран за секретар на новосъздадения Междупарламентарен съюз, на който пост остава пожизнено. На следващите конференции на Съюза се обсъждат различни мирни предложения, набелязват се мерки по арбитража, разработва се проект, въплътен по-късно, през 1899 г., в Международния съд в Хага.

## Последни години (1903 – 1908)
През 1903 г. е награден с Нобелова награда за мир за усилията му да бъде установен световен мир чрез международен арбитраж. Отказва да приеме наградата, считайки, че това би било отстъпление от позицията му на работнически лидер, но през 1907 г. я приема като признание за работническата класа.
През 1908 г. Кримър планира да посети Берлин, за да се обърне към немските работници с братска декларация, подписана от 3000 ръководители на британски работнически организации, но влошеното му здраве го принуждава да отложи пътуването. Умира на 22 юли 1908 година в Лондон от възпаление на белите дробове на 80-годишна възраст.
За него Андрю Карнеги казва: „Кримър беше идеален тип на герой на ХХ в., герой на цивилизацията, противоположност на варварското минало… Наистина, аз не зная по-героичен живот от живота на Кримър“.